# Lázár Bence András
Lázár Bence András (Szeged, 1989. július 27. –) magyar költő, szépíró, neuromorfológus, pszichiáter szakorvos, általános orvos, habilitált egyetemi oktató.

## Élete, tanulmányai
Prof. Dr. Lázár György, kutatóorvos és Dr. Hegedűs András, irodalomtörténész unokája. Általános- és középiskolai tanulmányait Szegeden végezte. 2007 óta óta publikál rendszeresen országos szépirodalmi folyóiratokban, antológiákban.
2008-ban nyert felvételt a Szegedi Tudományegyetem Általános Orvostudományi Karára, ahol 2014-ben szerezte meg általános orvosdoktori diplomáját „summa cum laude” minősítéssel. Egyetemi évei alatt 2009-től a Kar tudományos, 2010-től oktatói munkájába is bekapcsolódott. Tanulmányi és tudományos eredményeit két alkalommal Köztársasági Ösztöndíjjal, Dékáni Dicsérettel és Szeged MJV Városi Ösztöndíjával jutalmazták. Egyetemi évei alatt 2 hónapot Lisszabonban, mint szigorló orvos dolgozott.
2014 és 2016 között az SzTE ÁOK Szent-Györgyi Albert Klinikai Központ (SZAKK) rezidens orvosa, 2016 és 2019 között az SzTE ÁOK SZAKK Pszichiátriai Klinika pszichiáter szakorvosjelöltje volt. 2019-ben szerezte meg pszichiáter szakvizsgáját. 2019 óta az SzTE ÁOK Pszichiátriai Klinika klinikai szakorvosa. 2020 óta az SzTE ÁOK egyetemi adjunktusa. 2022 óta a Frida Med Klinika munkatársa.
2016-ban nyert felvételt az SzTE Elméleti Orvostudományok Doktori Iskolájának Idegtudományi alprogramjába mint Ph.D. egyéni felkészülő Prof. Dr. Jancsó Gábor és Dr. Sántha Péter témavezetésével. 2019-ben védte meg tudományos doktori fokozatát (Ph.D.) „summa cum laude” minősítéssel.
2015 óta oktat angol és magyar nyelven neuroanatómiát és -hisztológiát. 2017 óta pszichiátriát és addiktológiát. 2021 óta az SzTE Klinikai Orvostudományok Doktori Iskola témavezetője. 2025-ben habilitált az SzTE Klinikai Orvostudományok Doktori Iskola Klinikai Idegtudományok alprogramjában.
2023 szeptembere óta az SzTE SzAKK SzAOK Pszichiátriai Klinika 2-es Pszichiátriai Osztályának osztályvezetője, 2023 decembere óta a Klinika tanszékvezető-helyettese.
2022 és 2024 között az Európai Neuropszichofarmakológiai Társaság ADHD képzésének résztvevője volt.
2019 és 2023 között az Újratervezés orvoscsoport támogatója és támogatottjaként a Magyar Orvosi Kamara területi és országos küldöttje, továbbá a MOK Csongrád Megyei Területi Szervezetének titkára volt. 2021 decembere óta a MOK Pszichiátriai Csoportjának elnöke.
2020 óta az Európai Gyógyszerügynökség (European Medicines Agency) meghívott szakértője addiktológiai témakörben.
2024-ben elnyerte a Richter Érdemérem Tudomány és innováció kategória Különdíját.
Jelenleg Szegeden él feleségével, dr. Kádár Bettina Kata, pszichiáterrel, egyetemi tanársegéddel.

## Szépirodalmi munkássága
2007-ben kezdett rendszeresen irodalmi folyóiratokban publikálni, azóta versei többek között az Élet és Irodalom, az Alföld, a Holmi, a Jelenkor, a Kalligram, a Beszélő, a Népszava, a Kortárs, a Forrás, az Újforrás, a Műút, a Parnasszus, a Prae.hu, a Vigilia, a Tiszatáj folyóiratokban jelentek meg.
2008-ban a Kárpát-medencei Diákköltők, Diákírók Országos Találkozóján vers kategóriában arany oklevéllel jutalmazták műveit. 2009-ben jelentek meg versei első alkalommal a Szép Versek, irodalmi antológiában. Ugyanebben az évben irodalmi munkásságát Faludy-díjjal jutalmazták.
2010-ben jelent meg első verseskötete A teraszról nézni végig címmel, a Parnasszus Könyvek gondozásában. 2010-ben második könyvéért elnyerte a Móricz Zsigmond Irodalmi Ösztöndíjat. Ezt követte második verseskötete a Rendszeres bonctan címmel a Prae Kiadónál, 2011-ben. Harmadik verseskötete 2015-ben jelent meg Kezdődjön ezzel címmel, a Prae Kiadónál. Negyedik verseskötete 2021-ben jelent meg Kávé, tejjel címmel a Prae Kiadónál. 2019-ben a Nemzeti Kulturális Alap Harmincnyolc munkacímű kisregényét Alkotói Támogatásban részesítette. Szépírói tevékenysége mellett számos kritikát írt kortárs költők könyveiről. 2022-ben Szeged MJV-tól megkapta a Kölcsey-érmet, és elnyerte a Magyar Művészeti Akadémia Ösztöndíját. Jelenleg ötödik verseskötete, első prózakötete (Metró, avagy így tűnünk el mindannyian), első kisregénye (harmincnyolc.) és első színműve (Harmincnyolc) publikálás előtt áll, jelenleg hatodik verseskötetén, második prózakötetén és második kisregényén dolgozik.

Több alkalommal nyerte el a Nemzeti Kulturális Alap és Szeged Megyei Jogú Város Alkotói Támogatásait. 2008 óta tagja a József Attila Kör Irodalmi Egyesületnek, 2009 óta a Fiatal Írók Szövetségének, 2012 óta a Magyar Írószövetségnek, 2013 óta a Szegedi Írók Társaságának. Alapító tagja volt a Körhinta kör irodalmi csoportosulásnak.
Üdítő ez a szabad hang, amely finom eszközökkel, kevés mozdulattal mutatja fel
a szöveg mögött megbúvó értelmet, amely a dolgokra való eddigi rápillantás
számára láthatatlan szokott maradni.

## Tudományos munkássága
2009 óta végez orvostudományi kutatásokat. Kezdetben mint az SzTE ÁOK Élettani Intézetének Funkcionális Neuromorfológia Laboratóriumában orvsotanhallgató a fájdalomkutatás nemzetközileg elismert orvoskutató professzorának, Dr. Jancsó Gábornak és munkatársának, Dr. Sántha Péter egyetemi docensnek a témavezetésével, neuromorfológiai és -hisztológiai témakörben. 2013 szeptemberétől 2014 júniusáig a Laboratóriumban, mint Eötvös Ösztöndíjas orvostanhallgató dolgozott. 2011 és 2013 között az SzTE ÁOK Magatartástudományi Intézetének tudományos diákköri hallgatója volt. Tudományos diákköri munkáit Kari és Országos Diákköri Konferenciákon első és második díjakkal jutalmazták.
2015-ben elnyerte az 50 tehetséges magyar fiatal címet, Professzor Dr. Ádám-Vízi Veronika, akadémikus mentorálásával.
2016 és 2019 között az SzTE ÁOK Élettani Intézetében folytatta tudományos munkáját, mint Ph.D. egyéni felkészülő. 2017 és 2018 között az Új Nemzeti Kiválóság Program Doktorjelölti Kutatóösztöndíjának támogatásával végezte munkáját. 2019-ben védte meg Ph.D. tudományos fokozatát „summa cum laude” minősítéssel.
2025-ben az SzTE Klinikai Orvostudományok Doktori Iskolájában megszerezte habilitált doktori fokozatát, mely alapján egyetemi docensi kinevezése folyamatban van.
2017-ben kollegájával, Dr. Andó Bálinttal megalapította az SzTE ÁOK Pszichiátriai Klinika Addiktológiai Kutatócsoportját.
2022 óta José Gutiérrez-Maldonadoval a Universitat de Barcelona Professzorának munkacsoportjával kollababorációban folytat klinikai vizsgálatokat a virtuális valóság terápiás alkalmazhatóságnak lehetőségeiről addiktív és társuló zavarokban. További együttműködései vannak a University of Gibraltar-ral, az Universitat Regensburg-gal.
2022-ben elnyerte az Új Nemzeti Kiválóság Program Posztdoktor Kutatói Ösztöndíját.
2024-ben elnyerte az SzTE SzAOK Hetényi Géza Ösztöndíját.
2024-től az SzTE SzAOK SzAKK Pszichiátriai Klinika Tudományos Felelőse.
Tudományos érdeklődésének fókuszában az addiktológiai zavarok klinikai vizsgálat áll.
2023 óta részt vesz az addiktológiai hazai szakmai irányelvek megalkotásában, mint szerző és szerkesztő. A Frontiers in Molecular Neuroscience rangos, nemzetközi szaklap bíráló szerkesztője, továbbá rendszeresen bírálója olyan szaklapoknak, mint a Drug and Alcohol Dependence, a Nordic Journal of Psychiatry, a Neurocase, továbbá az MDPI Kiadó egyes folyóiratainak.
Tagja az Európai Neuropszichofarmakológiai Kollégiumnak (ECNP), az ECNP Executive Committee PsychX Programming Committee törzstagja, tagja az Európai Pszichiátriai Társaságnak (EPA), a Magyar Tudományos Akadémia Orvosi Tudományok Osztálya Köztestületének, a Magyar Tudományos Akadémia Szegedi Területi Bizottság Biológiai Szakbizottság Neurobiológiai és a Művészeti Szakbizottság Szépírói Munkabizottságainak, a Magyar Idegtudományi Társaságnak, a Magyar Anatómus Társaságnak, a Magyar Addiktológiai Társaságnak és a Magyar Tudományos Akadémia Szegedi Akadémiai Bizottsága Tudósklub Egyesületének, 2014 és 2018 között az SzTE ÁOk Tudományos Diákköri Tanácsának szavazati jogú tagja volt.
„Bence nyitott, sokféle tehetséggel megáldott fiatalember. Ott van az életében a tudomány és az irodalom. Mi lesz a választása? Nem tudom! Abban biztos vagyok, jól fogja csinálni. Mert egyvalamit biztosan tud: megcélozni csak a legjobbat érdemes!”
Dr. Ádám-Vízi Veronika

## Oktatói tevékenysége
2010 óta folytat oktatói tevékenységet az SzTE Általános Orvostudományi Karán. 2010 és 2014 között az SzTE ÁOK Anatómiai-, Szövet- és Fejlődéstani Intézetben dolgozott, mint demonstrátor, ahol döntően neuroanatómiát és -hisztológiát oktatott orvos- és fogorvostan-hallgatóknak. Ezt követően 2015 óta, mint az SzTE Fogorvostudományi Karának vendégoktatója oktat angol és magyar nyelven neuroanatómiát és -hisztológiát. 2017 óta az SzTE ÁOK Pszichiátriai Klinikáján oktat angol és magyar nyelven elmegyógyászatot. 2018 óta pedig az SzTE Bölcsészettudományi Kar és az Egészségtudományi és Szociális Képzési Kar vendégoktatója addiktológia témakörében. 2021 óta az SzTE SzAOK SzAKK Pszichiátriai Klinika angol nyelvű képzésének tanulmányi felelőse.
2017 óta végez szakdolgozat és tudományos diákköri felkészítését addiktológia témakörében. Közel több mint 20 orvos- és fogorvostanhallgató témavezetője szakdolgozat előkészítésben. TDK-hallgatói helyi- és országos konferenciákon szerepeltek, több alkalommal első- és második díjjal jutalmazták őket.
2021 óta az SzTE Klinikai Orvostudományok Doktori Iskola Ph.D. témakiírója és témavezetője. Jelenleg három Ph.D. hallgató témavezetője.
2017-ben a Független Mentorhálózat keretében három költő mentora volt.
Oktató tevékenységét több alkalommal Demonstrátori Ösztöndíjjal, továbbá 2015-ben az SzTE Fogorvostudományi Kara „Legjobb előadó” díjjal jutalmazta.

## Díjak, ösztöndíjak

### Szépirodalmi elismerések
- Kárpát-medencei Diákköltők, Diákköltők Országos találkozóján arany oklevél (2008.)
- Faludy György-díj (2009.)
- Móricz Zsigmond-ösztöndíj (2010.)[19]
- NKA Alkotói támogatás (verseskötet, 2012)[20]
- NKA Alkotói támogatás (színmű, 2013)[21]
- NKA Alkotói támogatás (verseskötet, 2016)[22]
- Szeged MJV Művészeti pályakezdői díja (2012)
- Szeged MJV Alkotói támogatás (verseskötet, 2017)
- 50 tehetséges magyar fiatal (2015)[23]
- NKA Alkotói Támogatás (kisregény, 2019)
- Kölcsey-érem (2022)[24]
- Magyar Művészeti Akadémia Ösztöndíja (2022-2025)[25]

### Tudományos-, tanulmányi elismerések
- Richter Érdemérem Tudomány és innováció kategória Különdíj (2024)[26]
- SzTE SzAOK Hetényi Géza Ösztöndíj (2024-2026)
- Új Nemzeti Kiválóság Program Posztdoktor Kutatói Ösztöndíj (2022-2023)
- Magyar Élettani Társaság Ifjúsági Szekció Poszter Díja (2018)
- Új Nemzeti Kiválóság Program Doktorjelölti Kutatói Ösztöndíj (2017-2018)
- Legjobb Előadó (SzTE FOK, 2016)
- Ezüst emlékérem (SZAB-MTA, 2016)
- Legjobb Demonstrátor (SzTE ÁOK, 2014)
- Talent Ösztöndíj – Kiválóság Lista Arany fokozatú tagja (SzTE, 2014, 2013)
- Nemzeti Kiválóság Program Eötvös Ösztöndí (2013-2014)
- Köztársasági Ösztöndíj (2013-2014)
- Köztársasági Ösztöndíj (2012-2013)
- Szeged MJV Városi Ösztöndíj (2013-2014)
- Szeged MJV Városi Ösztöndíj (2012-2013)
- SzTE ÁOK Dékáni Dicséret (2012, 2013)

## Szervezeti tagságok
- József Attila Kör Irodalmi Egyesület (2008-, tag)
- Körhinta Kör Irodalmi Csoportosulás (2008-2013, alapító tag)
- Fiatal Írók Szövetsége (2009-, tag)
- Magyar Írószövetség (2012-, tag)
- Szegedi Írók Társasága (2013-, tag)
- SzTE ÁOK Tudományos Diákköri Tanács (2014-2018, szavazati jogú tag)
- Magyar Orvosi Kamara (2014-)
- Magyar Orvosi Kamara (2019-, területi küldött)
- Magyar Orvosi Kamara (2019-, országos küldött)
- Magyar Orvosi Kamara Csongrád Megyei Területi Szervezet (2019-2023, titkár, elnökségi tag)
- Magyar Orvosi Kamara Pszichiátriai Csoport (2021-, elnök)
- Magyar Rezidens Szövetség (2015-, tag)
- Magyar Anatómus Társaság (2015-, tag)
- Magyar Idegtudományi Társaság (2016-, tag)
- Federation of European Neurosciences (2017-, tag)
- Magyar Tudományos Akadémia – Szegedi Akadémiai Bizottság Tudósklub Egyesület (2016-, tag)
- Magyar Tudományos Akadémia Orvosi Tudományok Osztálya Köztestület (2022-, tag)
- Magyar Tudományos Akadémia Szegedi Területi Bizottság Biológiai Szakbizottság Neurobiológiai Munkabizottság (2019-, tag)
- Magyar Tudományos Akadémia Szegedi Területi Bizottság Művészeti Szakbizottság Szépírói Munkabizottság (2023-, tag)
- Európai Pszichiátriai Társaság (2023-, tag)[27]
- Európai Neuropszichofarmakológiai Kollégium (2023-, tag)
- Európai Neuropszichofarmakológiai Kollégium Executive Committee PsychX Programming Committee (2023, - törzstag)[28]

## Szépirodalmi művei

### Önálló kötetei
- A teraszról nézni végig, Parnasszus Könyvek, 2010
- Rendszeres bonctan, Prae.hu-Palimpszeszt, 2011
- Kezdődjön ezzel, Prae.hu-Palimpszeszt, 2015[29]
- Kávé, tejjel, Prae Kiadó, 2021 https://www.praekiado.hu/termek/kave-tejjel/

### Antológiák
- Szép versek, Magvető, 2009
- Szép versek, Magvető, 2010
- Szép versek, Magvető, 2011
- Szép versek, Magvető, 2012
- Szép versek, Magvető, 2013
- Szép versek, Magvető, 2014
- Az év versei, Magyar Napló, 2010
- Az év versei, Magyar Napló, 2011
- Az év versei, Magyar Napló, 2012
- Az év versei, Magyar Napló, 2013
- Az év versei, Magyar Napló, 2014
- Az év versei, Magyar Napló, 2020
- HogyÖt Spanyolnátha antológia, Spanyolnátha Könyvek, 2010
- Szegedtől Szegedig Antológia, Bába és Társai kiadó, 2008
- Szegedtől Szegedig Antológia, Bába és Társai kiadó, 2009
- Szegedtől Szegedig Antológia, Bába és Társai kiadó, 2010
- Szegedtől Szegedig Antológia, Bába és Társai kiadó, 2011

## Fontosabb tudományos művei
- Kádár BK, Gajdics J, Pribék IK, Andó B, Lázár BA. Characterization of alcohol-related seizures in withdrawal syndrome. Epilepsia Open. 2024 Apr;9(2):679-688. doi: 10.1002/epi4.12906. Epub 2024 Jan 27. PMID: 38279829; PMCID: PMC10984295.[30]
- Kádár BK, Pribék IK, Gajdics J, Szemelyácz J, Andó B, Lázár BA. Az alkoholmegvonásos szindróma ellátása: új perspektívák [Assessment of alcohol withdrawal syndrome: new perspectives]. Orv Hetil. 2023 Sep 24;164(38):1487-1496. Hungarian. doi: 10.1556/650.2023.32847. PMID: 37742220.[31]
- Gajdics J, Bagi O, Farkas FF, Andó B, Pribék IK, Lázár BA. The Impact of the COVID-19 Pandemic on the Severity of Alcohol Use Disorder: Significance of Dual Disorders. Int J Environ Res Public Health. 2023 Oct 19;20(20):6939. doi:10.3390/ijerph20206939. PMID: 37887677; PMCID: PMC10606859.[32]
- Pribék I, K, Kádár B, K, Péter L, Daróczy J, Bajsz A, Kovács C, S, Demeter I, Janka Z, Urbán R, Demetrovics Z, Lázár B, A, Kovács I, Kálmán J, Andó B: Seasonality and Delirium Tremens in Hospitalized Patients with Alcohol Dependence Syndrome. Eur Addict Res 2023. doi: 10.1159/000527973[33]
- Pribék IK, Kovács I, Kádár BK, Kovács CS, Richman MJ, Janka Z, Andó B, Lázár BA. Evaluation of the course and treatment of Alcohol Withdrawal Syndrome with the Clinical Institute Withdrawal Assessment for Alcohol – Revised: A systematic review-based meta-analysis. Drug Alcohol Depend. 2021 Mar 1;220:108536. doi: 10.1016/j.drugalcdep.2021.108536. Epub 2021 Jan 19. PMID: 33503582.[34]
- Lázár BA, Pribék IK, Kovács C, Demeter I, Kálmán J, Szemelyácz J, Kelemen G, Janka Z, Demetrovics Z, Andó B. [The first step towards a unified approach: validation of the Hungarian version of the Clinical Institute Withdrawal Assessment of Alcohol, Revised in Hungarian general hospital settings]. Orv Hetil. 2019 Jul;160(30):1184-1192. doi: 10.1556/650.2019.31424. Hungarian. PubMed PMID: 31327247.[35]
- Lázár BA, Jancsó G, Pálvölgyi L, Dobos I, Nagy I, Sántha P. Insulin Confers Differing Effects on Neurite Outgrowth in Separate Populations of Cultured Dorsal Root Ganglion Neurons: The Role of the Insulin Receptor. Front Neurosci. 2018 Oct 10;12:732. doi: 10.3389/fnins.2018.00732. eCollection 2018. PubMed PMID: 30364236; PubMed Central PMCID: PMC6191510.[36]
- Lázár BA, Jancsó G, Nagy I, Horváth V, Sántha P. The insulin receptor is differentially expressed in somatic and visceral primary sensory neurons. Cell Tissue Res. 2018 Nov;374(2):243-249. doi: 10.1007/s00441-018-2868-0. Epub 2018 Jun 28. PubMed PMID: 29955950.[37]
- Lázár BA, Jancsó G, Oszlács O, Nagy I, Sántha P. The Insulin Receptor Is Colocalized With the TRPV1 Nociceptive Ion Channel and Neuropeptides in Pancreatic Spinal and Vagal Primary Sensory Neurons. Pancreas. 2018 Jan;47(1):110-115. doi: 10.1097/MPA.0000000000000959. PubMed PMID: 29215540.[38]
- Lázár BA, Jancsó G, Sántha P. Modulation of Sensory Nerve Function by Insulin: Possible Relevance to Pain, Inflammation and Axon Growth. Int J Mol Sci. 2020 Apr 4;21(7):2507. doi: 10.3390/ijms21072507.[39]
- Dr. Lázár Bence András Morphometric and neurochemical characterization of primary sensory neurons expressing the insulin receptor in the rat. Doktori értekezés, Szegedi Tudományegyetem.  (2019)[40]

## Interjúk, kritikák, hivatkozások
- Balajthy Ágnes; Kereszt, harsona, kórházi ágy; Műút; 2012/032; 68-71. o.; ISSN 1789-1965
- Boldog Zoltán; Nem látni túl a teraszon; Irodalmi Jelen; 2010/4/7
- Borbély Szilárd; Ex Libris; Élet és Irodalom; 2010/48.; ISSN 0424-8848
- Fehér Renátó; Könnyű volt a beszéd; Prae.hu; 2010.9.3.; ISSN 1585-8626
- Kántás Balázs; Öt recenzió öt fiatal költőről; Új Forrás; 2011/2; ISSN 0133-5332
- Kele Csilla; Minden nap átépítés; Kulter.hu; 2012.2.21.;
- Kele Fodor Ákos; Határtapasztalatok; Eső; 2010. tél; 85-90. o.; ISSN 1419-7987
- Lengyel Imre Zsolt; Lázár Bence András: Rendszeres bonctan; Magyar Narancs, 2012.2.23.; ISSN 1419-2292
- Lovas Anett Csilla; Profán apokalipszis; Alföld; 2012. március;
- Mechiat Zita; A teraszra nézni hátra; Ambroozia; 2011/4
- Mogyorósi László; Nincs történet csak pontosítás; Hitel; 2010. november; 126.-128. o.; ISSN 0238-9908
- Molnár Illés; A boncterem csendje; Prae.hu; 2012.1.3.; ISSN 1585-8626
- Molnár Illés; A kórteremben sztorizni végig; Bárka; 2011/6; 124-128; ISSN 1217-3053
- Pál Sándor Attila; Rendszertelen bonctan; Tiszatáj; 2012/9; ISSN 0133-1167
- Sütő Csaba András; Lázár Bence András: A teraszról nézni végig; Szépirodalmi Figyelő; 2010/6; ISSN 1585-3829
- Szénási Zoltán; A teraszról nézni végig; Vigilia; 2011/7; ISSN 0042-6024
- Szőllőssy Balázs; Lélekboncolgatás; Szépirodalmi Figyelő, 2012/1; ISSN 1585-3829
- Turi Tímea; Kiszámítható pontosság; Tiszatáj; 2011/7; ISSN 0133-1167
- Vári György; Fiatal életek indulója; Magyar Narancs; 2011. március 17; ISSN 1419-2292
- Borbély Szilárd: Természetes, hogy a beszéd (Litera – 2010.04.07.)
- Délmagyarország 2008.04.21. A vers és az orvoslás szorosan összefügg (Újszászi Ilona)
- Délmagyarország  2010.04.10. Eminemtől Keményig (Újszászi Ilona)
- Litera 2010.04.07. A vízválasztó Radnóti (Rácz. I. Péter)
- Kultúrpart 2010.05.26. Az irodalom nem maffia (Vágó Marianna)
- Irodalmi Jelen 2010.05.20. A szeretet mint közhely – az irodalom pedig nem maffia (Boldog Zoltán)
- Irodalmi Jelen 2009.09.13. Játszmák spontán Körhintán, avagy egy titkos állatfaj esete a vad ellenzékiséggel (Molnár H. Magor)
- Szeged 2008/11 A szakma dönti el, hogy odaadják-e a diplomát (Erlauer Balázs)
- https://u-szeged.hu/sztehirek/2022-marcius/kolcsey-dijat-kapott
- https://szeged365.hu/2022/07/24/szegedi-sikersztorik-a-szaok-egyik-egyetemi-adjunktusa-nyerte-a-magyar-muveszeti-akademia-muveszeti-osztondij-programjat/
- https://doktori.hu/index.php?menuid=192&lang=HU&sz_ID=39641
- https://nepszava.hu/3131623_ismeretlensegben-az-ismerost-interju-lazar-bence-andrassal
- https://fridamed.hu/munkatarsaink/dr-lazar-bence-andras
- https://www.facebook.com/lazarbenceandras/